# Golnaz Hashemzadeh Bonde
Golnaz Hashemzadeh Bonde (ur. 1983 w Iranie) – autorka i założycielka organizacji praw człowieka Inkludera Invest.
Golnaz Hashemzadeh Bonde urodziła się w 1983 r. w Iranie. Podczas rewolucji w tym państwie rodzice autorki (lewicowi rewolucjoniści) jako miejsce wolności i tolerancji uznawali Szwecję. Dlatego też zdecydowali się szukać tam azylu i przeprowadzili się do Szwecji z nadzieją na lepsze życie. Tam też dorastała Golnaz. Autorka ukończyła Wyższą Szkołę Handlową w Sztokholmie. Została uznana jedną z pięćdziesięciu Goldman Sachs Global Leaders. Jest założycielką i kierowniczką Inkludera Invest (organizacji non-profit, zajmującej się wspieraniem działaczy społecznych, których głównym zadaniem jest zwalczanie wykluczenia społecznego).
Jako autorka zadebiutowała w 2012 r., natomiast jej druga książka „Det var vi” została sprzedana w ponad 20 krajach. Planowane wydanie kolejnej książki – „What We Owe” ma nastąpić w październiku 2018 r.
Twórczość
- Hon är inte jag (2012[5])
- Det var vi (2017[6])